# Albert III de Namur
Albert III de Namur (nascut vers 1027), va ser comte de Namur de 1063 a la seva mort. Era fill d'Adalbert II, comte de Namur, i de Regelinda de Verdun (o de Lotaríngia).

## Biografia
De 1071 a 1072, va ajudar a Riquilda d'Hainaut, comtessa de Flandes i d'Hainaut a lluitar contra Robert el Frisó, però la comtessa fou derrotada i va haver de renunciar a Flandes. El 1076, sostingut per Matilde de Canossa, va reivindicar el ducat de Bouillon, considerant tenir drets per part de la seva mare, i va combatre contra Jofré de Bouillon per fer valer les seves pretensions. Durant una batalla prop de Dalhem, va matar el comte palatí Herman II de Lotaríngia (20 de setembre de 1085), el que el va fer caure en desgràcia amb l'emperador alemany.
Finalment, amb la Trève de Déu de 1086, el bisbe de Lieja va aconseguir fer ajustar la pau entre els bel·ligerants, en benefici de Godofreu.
El 1099, el bisbe Otbert de Lieja de Liège li va donar el comtat de Brunengeruz. Apareix encara en un diploma de 1101 associat al seu fill Godofreu, mentre que aquest últim sembla ja governar sol el 1105.

## Matrimoni i fills
Es va casar vers el 1065 amb Ida de Saxònia († 1102), vídua de Frederic de Luxemburg, duc de Baixa Lotaríngia i que sembla filla de Bernat II, duc de Saxònoa. Van tenir 5 fills:
- Godofreu I (1068 † 1139), comte de Namur
- Enric (1070 † 1138), comte de La Roche
- Frederic († 1121), bisbe de Lieja de 1119 a 1121
- Albert († 1122), comte de Jaffa
- Alix (1068 † després de 1124), casada el 1083 amb Otó II (1065 † abans de 1131), comte de Chiny

## Font
- Biographie nationale de Belgique, vol. 1, Albert III